# Crossleyia xanthophrys
Crossleyia xanthophrys е вид птица от семейство Bernieridae, единствен представител на род Crossleyia. Видът е почти застрашен от изчезване.

## Разпространение
Видът е разпространен в Мадагаскар.